# Дубок (фонтан-шутиха)
Фонтан-шутиха «Дубок» — один из фонтанов-шутих Дворцово-паркового ансамбля Петергоф. Находится в Нижнем парке вблизи Монплезировой аллеи

## История создания и возрождения
Фонтан-шутиха был создан в 1735 году, первоначально его листья были покрыты золотой краской. Ветвистый шестиметровый полый ствол дерева из жестяных трубок снаружи был отделан свинцом, который имитировал кору. Автор проекта — Б. К. Растрелли, фонтанный мастер — Ж. П. Суалем. Первоначально дуб находился в фонтане Верхнего сада. В середине XVIII века он был убран оттуда в кладовые. В 1802 году был установлен мастером Ф. А. Стрельниковым в боскете вблизи Монплезирской аллеи. «Дубок» окрасили под дерево и превратили в фонтанный комплекс, состоящий из основного элемента и нескольких вспомогательных: небольшие фонтаны в форме тюльпанов и две деревянные скамьи, за спинками каждой из которых спрятаны 41 трубочки. Из них бьют струи воды, обливая проходящих мимо гостей.
Фонтан был разрушен в годы Великой Отечественной войны. После войны по сохранившимся рисункам и по уцелевшей веточке с листьями (она представлена на выставке в гротах Большого каскада), под зелёной окраской которых проступила позолота, фонтан-шутиха был воссоздан в 1953 году. Архитектор — А. А. Оль. Руководили воссозданием отец и сын Лаврентьевы.

## Описание
Фонтан-шутиха «Дубок» состоит из металлического дерева, пяти тюльпанов и двух скамеек. К дереву прикреплены металлические дубовые листья (500 трубчатых ветвей и 2500 листьев). Из полых трубок-ветвей дерева и из тюльпанов вырываются струи воды.
- Фонтан-шутиха «Дубок» в действии